# FN MAG
FN MAG este o mitralieră belgiană, de uz general, calibrul 7.62x51mm. A fost dezvoltată la începutul anilor 1950 la Fabrique Nationale de către Ernest Vervier. A fost utilizată în peste 80 de țări și a fost construită sub licență în Argentina, Egipt, India, Regatul Unit al Marii Britanii și în Statele Unite ale Americii. Numele vine de la Mitrailleuse d'Appui Général însemnând mitralieră de uz general. Mitraliera vine in 3 variante: versiune standard, mitraliera grea pentru infanterie Model 60-20, mitraliera jumelată pentru vehicule blindate Model 60-40 și varianta pentru aeronave Model 60-30